# Chartocerus corvinus
Chartocerus corvinus är en stekelart som först beskrevs av Girault 1913.  Chartocerus corvinus ingår i släktet Chartocerus och familjen långklubbsteklar. Inga underarter finns listade i Catalogue of Life.